# Rebote de voltaje

Diagrama de una batería de iones de litio durante la descarga

El rebote de voltaje es un fenómeno en el que el voltaje de una batería aumenta ligeramente después de haber sido descargada y retirada de un circuito. Este fenómeno es común en baterías recargables, como las de iones de litio, níquel-cadmio (NiCd) y níquel-metal hidruro (NiMH).  Es un fenómeno observado en baterías recargables donde el voltaje de la batería, después de haberse descargado completamente, se recupera ligeramente cuando la batería permanece inactiva. Este aumento temporal en el voltaje puede permitir que dispositivos electrónicos se enciendan brevemente o parpadeen, incluso si no han sido recargados.

### Importancia y Relevancia
El rebote de voltaje es significativo porque puede influir en la seguridad y eficiencia de dispositivos electrónicos que utilizan estas baterías. Entender este fenómeno ayuda en el diseño de sistemas de gestión de baterías, mejorando así la predictibilidad y la vida útil de los dispositivos. Por ejemplo, en situaciones donde las baterías se descargan rápidamente, puede haber energía residual que, al redistribuirse, provoca un aumento temporal del voltaje. Esta comprensión es vital para evitar fallos inesperados en dispositivos críticos y optimizar los ciclos de carga y descarga de las baterías.

## Principio

Estructura atómica del litio-7, fundamental en baterías de iones de litio

El rebote de voltaje ocurre debido a la redistribución de los iones dentro de la batería cuando esta permanece inactiva. Durante la descarga, los iones se mueven del ánodo al cátodo. Cuando la batería deja de ser utilizada, los iones pueden redistribuirse ligeramente, lo que provoca un pequeño aumento en el voltaje. Este fenómeno está relacionado con la relajación del voltaje y el efecto de recuperación de la batería, que es un proceso en el que los iones se reequilibran internamente después de la descarga, lo que resulta en un aumento temporal del voltaje observable en los terminales de la batería.
Diversos estudios han demostrado que esta redistribución es influenciada por factores como la composición del electrolito, el material del electrodo, y la temperatura de operación. Las variaciones en la temperatura pueden afectar la movilidad de los iones y, por lo tanto, la magnitud del rebote de voltaje. Además, el estado de carga inicial y el grado de desgaste de la batería también juegan un papel crucial en este comportamiento. Por ejemplo, las baterías más nuevas tienden a tener una redistribución de iones más eficiente comparado con las baterías envejecidas.
Estas características son importantes para el diseño y la gestión de sistemas de baterías, ya que comprender el rebote de voltaje permite optimizar los ciclos de carga y descarga, mejorando así la eficiencia y la vida útil de las baterías recargables.

## Tipos de Baterías Afectadas
Este fenómeno se observa principalmente en:
- Batería de iones de litio: Las baterías de iones de litio son ampliamente utilizadas en dispositivos electrónicos portátiles, vehículos eléctricos y sistemas de almacenamiento de energía debido a su alta densidad energética y larga vida útil. Estas baterías experimentan el rebote de voltaje debido a la redistribución de los iones de litio durante los períodos de inactividad después de la descarga. Este comportamiento puede influir en la eficiencia y la vida útil de los dispositivos que las utilizan.[1][5]
- Batería de níquel-cadmio (NiCd): Las baterías de níquel-cadmio fueron muy populares en el pasado para aplicaciones portátiles y herramientas eléctricas debido a su capacidad para proporcionar altas corrientes de descarga y su robustez. Sin embargo, el rebote de voltaje también se observa en estas baterías, especialmente después de ciclos de descarga profunda. Este fenómeno puede afectar la precisión de los sistemas de medición de estado de carga y provocar errores en la gestión de la batería.[5]
- Batería de níquel e hidruro metálico (NiMH): Las baterías de níquel e hidruro metálico son comunes en aplicaciones como vehículos híbridos y equipos portátiles debido a su mayor capacidad y menor impacto ambiental en comparación con las baterías de NiCd. El rebote de voltaje en las baterías NiMH es causado por la redistribución de los iones de hidruro y puede ser un desafío para la gestión precisa del estado de carga y la optimización del rendimiento de la batería.
- Otras baterías recargables.[1]

## Factores que Influyen en el Rebote de Voltaje
Diversos factores pueden afectar la magnitud del rebote de voltaje, entre ellos:
- Temperatura ambiental: Los estudios muestran que la temperatura tiene un impacto significativo en el comportamiento del voltaje de las baterías, influenciando la velocidad de carga y descarga así como la magnitud del rebote de voltaje. Por ejemplo, a temperaturas bajas, el fenómeno de rebote de voltaje es más pronunciado durante las etapas iniciales de carga. [1]
- Estado de carga y descarga de la batería: La variación del estado de carga y descarga afecta directamente el voltaje de las baterías. El estado de carga determina cómo se distribuyen los iones dentro de la batería, afectando la magnitud del rebote de voltaje. Este comportamiento ha sido investigado en diferentes tipos de baterías de iones de litio bajo diversas condiciones experimentales. [6]
- Edad y desgaste de la batería: Con el tiempo y el uso, las baterías experimentan un desgaste que afecta su capacidad de mantener y distribuir la carga de manera uniforme. Este envejecimiento puede alterar las características de rebote de voltaje, haciendo que las baterías más viejas muestren un comportamiento de rebote diferente comparado con las nuevas. [1]

## Impacto del Rebote de Voltaje

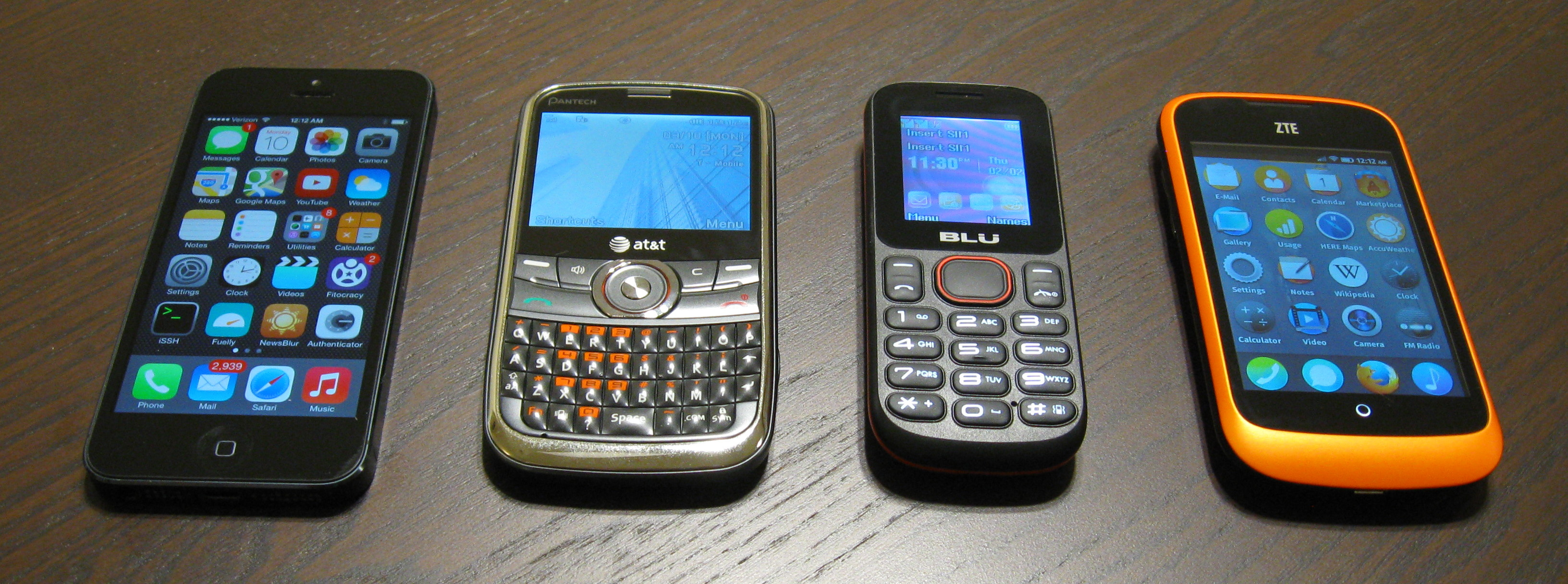
Dispositivos electrónicos que pueden verse afectados por el rebote de voltaje

El rebote de voltaje puede tener varios efectos en los dispositivos electrónicos, como:
- Efectos en la duración de la batería: La gestión térmica y la estabilidad de los dispositivos electrónicos son cruciales para evitar fallos prematuros. Las variaciones de voltaje, como el rebote de voltaje, pueden impactar la vida útil de las baterías al causar ciclos adicionales de carga y descarga que afectan su capacidad y rendimiento a largo plazo.[5] La investigación en el campo de la nanotecnología sobre la gestión térmica de dispositivos electrónicos destaca la importancia de mantener temperaturas óptimas para preservar la duración de las baterías.[7]
- Comportamiento en dispositivos electrónicos: Las fluctuaciones de voltaje pueden causar comportamientos inusuales en dispositivos como luces LED y teléfonos móviles. Por ejemplo, se ha observado que los dispositivos pueden encenderse brevemente o parpadear debido al rebote de voltaje, lo que puede ser molesto y potencialmente dañino para la electrónica sensible. Estudios sobre la integración de vehículos eléctricos[8] y dispositivos electrónicos han mostrado cómo las variaciones de voltaje afectan la estabilidad y el rendimiento del sistema.[7]
- Ejemplos comunes de dispositivos que pueden experimentar estos efectos: Los estudios han identificado varios tipos de dispositivos que pueden verse afectados por el rebote de voltaje, incluyendo sistemas de energía en vehículos eléctricos, dispositivos portátiles y componentes electrónicos de alta frecuencia. Estos dispositivos dependen de una fuente de energía estable y son particularmente sensibles a las variaciones de voltaje, lo que puede afectar su funcionalidad y eficiencia operativa.

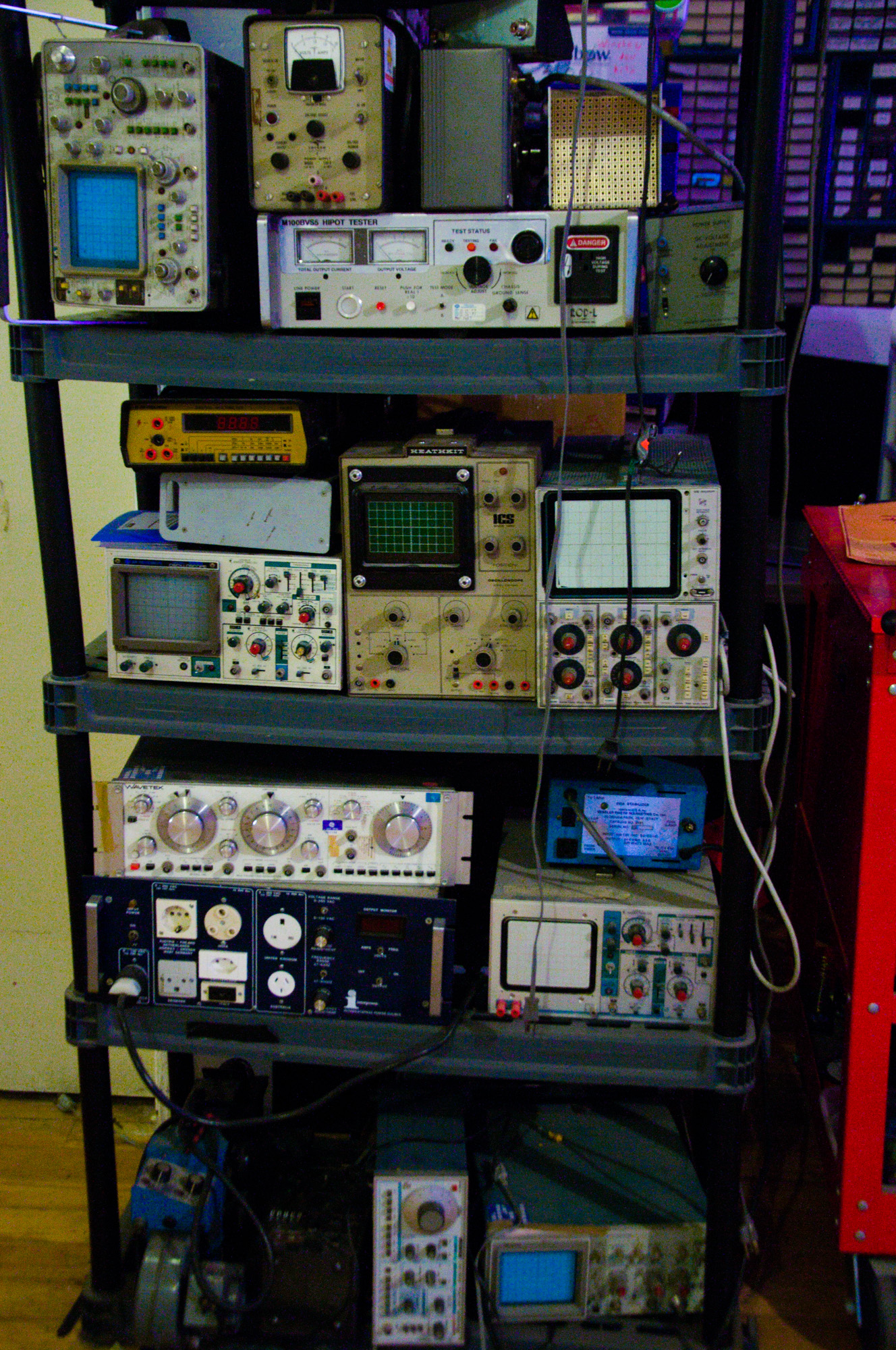
Equipos de medición electrónica utilizados en pruebas de laboratorio y campo para determinar rebote de voltaje.

## Medición y Detección del Rebote de Voltaje
Existen métodos y herramientas específicas para medir el rebote de voltaje, incluyendo:
- Procedimientos de prueba en laboratorio: En el laboratorio, se utilizan equipos avanzados como voltímetros digitales, osciloscopios y analizadores de batería para medir las fluctuaciones de voltaje con alta precisión. Estos dispositivos permiten monitorear el comportamiento de las baterías bajo diferentes condiciones de carga y descarga, proporcionando datos detallados sobre el rebote de voltaje.[9]

- Equipos de medición en campo: Para la medición en campo, se emplean equipos portátiles que pueden medir el voltaje y la resistencia interna de las baterías. Estos dispositivos son esenciales para el mantenimiento y diagnóstico de sistemas de baterías en aplicaciones prácticas, como en vehículos eléctricos y sistemas de energía renovable.[1]

### Procedimientos de Prueba en Laboratorio

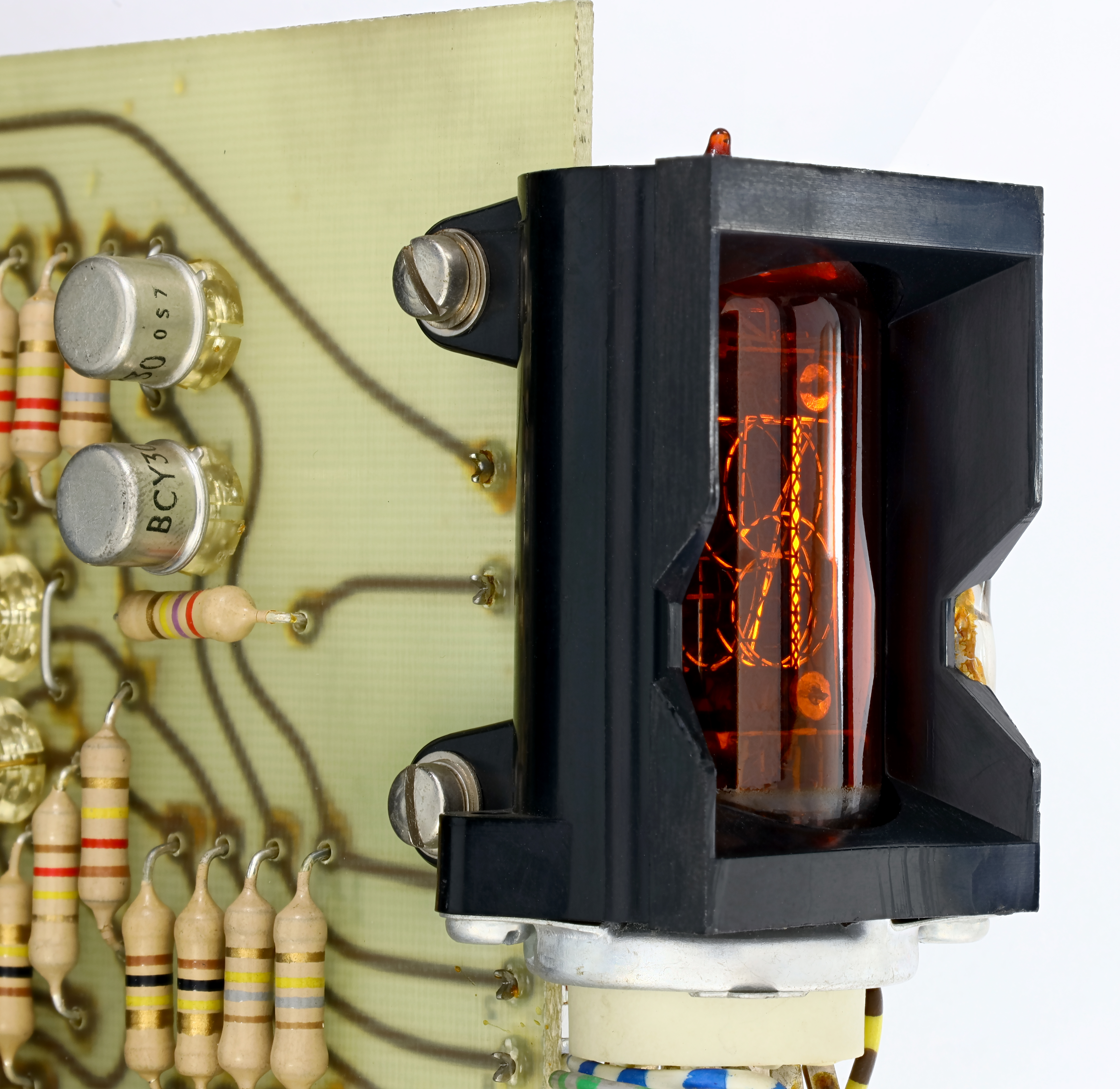
Voltímetro digital utilizado en la medición de rebote de voltaje

En los laboratorios, el uso de voltímetros digitales y osciloscopios es común para capturar y analizar el rebote de voltaje. Estos equipos permiten observar las variaciones de voltaje en tiempo real y con alta precisión, facilitando el estudio detallado de los mecanismos internos de redistribución de iones.

### Equipos de Medición en Campo
En aplicaciones prácticas, los analizadores de batería portátiles son cruciales. Estos dispositivos pueden medir la capacidad de la batería, el voltaje en los terminales y la resistencia interna, proporcionando una evaluación rápida y precisa del estado de la batería y su comportamiento durante el rebote de voltaje.
Este enfoque asegura que tanto en entornos controlados como en situaciones del mundo real, el rebote de voltaje se pueda detectar y analizar efectivamente, ayudando a mejorar la eficiencia y la vida útil de las baterías recargables.

## Prevención y Mitigación
Para minimizar el rebote de voltaje, se pueden implementar varias estrategias:

### Diseño de circuitos y dispositivos que manejen el rebote

Símbolos eléctricos utilizados en el diseño de circuitos para la gestión de baterías

El diseño de circuitos especializados puede ayudar a mitigar los efectos del rebote de voltaje. Estos circuitos incluyen componentes como reguladores de voltaje, filtros y sistemas de gestión de energía que pueden compensar las variaciones temporales del voltaje. Además, el uso de microcontroladores para monitorear y ajustar continuamente el voltaje de salida puede asegurar que el dispositivo funcione dentro de parámetros seguros y eficientes. El diseño robusto de hardware es crucial para prevenir que el rebote de voltaje cause daños a los componentes electrónicos sensibles.

### Métodos de gestión de baterías para reducir el impacto
Los sistemas de gestión de baterías (BMS, por sus siglas en inglés) son esenciales para controlar y minimizar el rebote de voltaje. Estos sistemas monitorean constantemente el estado de la batería, incluyendo el voltaje, la corriente y la temperatura, y ajustan dinámicamente la carga y descarga para mantener la estabilidad del sistema. Implementar algoritmos avanzados de gestión de energía y estrategias de carga balanceada puede reducir significativamente el impacto del rebote de voltaje, asegurando una operación más segura y eficiente de la batería.